# 克雷门
克雷门（德語：Kremmen，發音：[ˈkʁɛmən] ⓘ）是德国勃兰登堡州上哈弗尔县的城市，面积209.55平方千米，2023年12月31日人口为7,745人。